# Fiestas de Gracia (Mahón)

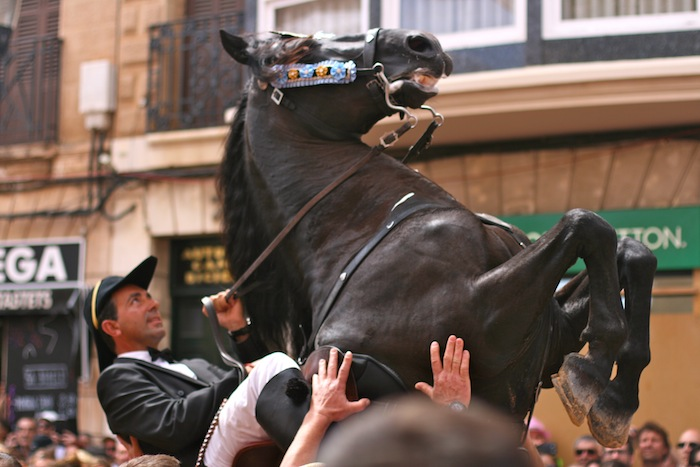
El Jaleo, durante las Fiestas de la Virgen de Gracia

Las Festes de la Mare de Déu de Gràcia son las fiestas patronales que tienen lugar en Mahón a principios de septiembre. 
Comienzan el día 6 de septiembre, día del pregón, y continúan el día 7 cuando el "fabioler" inicia el "replec", que consiste en ir a buscar a los caixers que participan en el jaleo (día 7 a la tarde y día 8 a las doce del mediodía), que se realiza en la plaza de la Constitución, delante del Ajuntament. Por la tarde del día 8 ses realizan carreras de caballos en la calle "Cós de Gràcia", y a medianoche, la fiesta acaba con un espectáculo pirotécnicc, donde los fuegos artificiales son lanzados desde la isla Pinto, del puerto de Mahón. La fiesta acaba el día 9 con una serie de actuaciones en diferentes escenarios del puerto y un gran castillo de fuegos acuáticos.
- Datos: Q13258770
- Multimedia: Gràcia Festival, Mahon / Q13258770